# Municipio de Rumley
El municipio de Rumley (en inglés: Rumley Township) es un municipio ubicado en el condado de Harrison en el estado estadounidense de Ohio. En el año 2010 tenía una población de 1471 habitantes y una densidad poblacional de 24,36 personas por km².

## Geografía
El municipio de Rumley se encuentra ubicado en las coordenadas 40°23′46″N 81°1′10″O / 40.39611, -81.01944. Según la Oficina del Censo de los Estados Unidos, el municipio tiene una superficie total de 60.38 km², de la cual 60,34 km² corresponden a tierra firme y (0,07 %) 0,04 km² es agua.

## Demografía
Según el censo de 2010, había 1471 personas residiendo en el municipio de Rumley. La densidad de población era de 24,36 hab./km². De los 1471 habitantes, el municipio de Rumley estaba compuesto por el 97,55 % blancos, el 0,14 % eran afroamericanos, el 0,07 % eran amerindios, el 0,2 % eran de otras razas y el 2,04 % eran de una mezcla de razas. Del total de la población el 0,48 % eran hispanos o latinos de cualquier raza.